# Al-Mansur ibn Bulugguín
Al-Mansur ibn Bulugguín (àrab: المنصور بن بلقين, al-Manṣūr b. Buluqqīn (o Buluggīn)) fou fill de Bulugguín ibn Ziri, al que va succeir com a governador d'Ifríqiya i emir d'Ashir a la seva mort el 25 de maig del 984.
Només tenir el poder, i essent lluny el califa fatimita, va actuar de manera independent i va declarar als notables de Kairuan que ell no era dels que podien ser destituïts amb un cop de ploma, ja que el seu poder l'havia heretat del seu pare i dels seus avantpassats. Va fer la guerra als amazics kutama en contra de les ordes que li havia donat el califa fatimita.
Va governar durant dotze anys i al morir el 996 el va succeir el seu fill Nàssir-ad-Dawla Badis ibn al-Mansur.